# The Devil-Doll
The Devil-Doll (prt: A Boneca do Diabo; bra: A Boneca do Demônio) é um filme de terror norte-americano de 1936, dirigido por Tod Browning e estrelado por Lionel Barrymore e Maureen O'Sullivan. O filme foi adaptado do romance Burn Witch Burn! (1936), de Abraham Merritt.

## Elenco
- Lionel Barrymore – Paul Lavond
- Maureen O'Sullivan – Lorraine Lavond
- Frank Lawton – Toto
- Rafaela Ottiano – Malita
- Robert Greig – Emil Coulvet
- Lucy Beaumont – Madame Lavond
- Henry B. Walthall – Marcel
- Grace Ford – Lachna
- Pedro de Cordoba – Charles Matin
- Arthur Hohl – Victor Radin
- Juanita Quigley – Marguerite Coulvet
- Claire Du Brey – Madame Coulvet
- Rollo Lloyd – Detetive Maurice